# Emiel Planckaert
Emiel Planckaert (Kortrijk, Bélgica, 22 de outubro de 1996) é um ciclista belga que corre para a equipa Sport Vlaanderen-Baloise.
Seus irmãos Baptiste e Edward são também ciclistas profissionais.

## Palmarés
2016
- Grande Prêmio de Marbriers[1]